# Swedish House Mafia
A Swedish House Mafia egy népszerű house együttes. Három DJ alkotja a zenekart: Axel Hedfors (Axwell), Steve Angello és Sebastian Ingrosso. A név szó szerinti jelentése: svéd lakásmaffia, de ebben az esetben a house szó a zenei műfajra utal. Az együttes supergroupnak számít.
2008-ban alakultak meg Stockholmban. Az együttest a három DJ alapította. Eredetileg volt egy negyedik tag is: Eric Prydz, de ő hamar elhagyta a zenekart, így csak ők hárman maradtak. Fennállásuk alatt 2 nagylemezt adtak ki (bár technikailag a legelső stúdióalbumuk válogatáslemeznek is számított). Leghíresebb dalaik a "Miami 2 Ibiza", a "Save the World", valamint a "Don't You Worry Child". A "One" című daluk is népszerű szerzemény a rajongók körében. Pályafutásuk alatt többször koncerteztek is. Egyszer jótékonykodtak is, hiszen 2012-ben a Sandy hurrikán végigsöpört Amerikán, és a zenekar segítségét nyújtotta a károsultaknak. A Swedish House Mafia 2013-ban feloszlott.
2018 tavaszán a Miami Ultra Music Festival utolsó meglepetés-fellépői voltak, ám ekkor még nem lehetett tudni, hogy ez csak egyszeri alkalom vagy egy esetleges visszatérés van a háttérben. 2018 október 22-én a dj-trió hivatalosan is megerősítette újraalakulását.

## Diszkográfia
- Until One (2010)
- Until Now (2012)
- Paradise Again (2022)